# Michael Rötgens
Michael „Mike“ Rötgens ist ein deutscher Labelbetreiber, Liedtexter, Komponist, Musiker und Musikproduzent für Partyschlager und Schlager. Gemeinsam mit Hartmut Weßling bildet er das Produzentenduo Xtreme Sound in Köln.

## Leben
Michael Rötgens war vor seiner musikalischen Karriere als Sozialarbeiter tätig. Als Multiinstrumentalist spielt er unter anderem Akkordeon, Gitarre oder auch Tuba. Nach seinem musikalischen Durchbruch dozierte er an der Akademie Deutsche POP in Köln.

## Musikalische Karriere

### Bandprojekte
Michael Rötgens spielte in den 1990er-Jahren in den Kölner Bands Die Helfende Hand und Die Fabulösen Thekenschlampen. Mit den Helfenden Händen veröffentlichte er im Jahr 1993 das Studioalbum Hi-Hi-Hilfe. Mit den Fabulösen Thekenschlampen veröffentlichte er das Album Titten Theken Temperamente (1995) sowie das Gemeinschaftsalbum Weihnachten mit Richie und den Thekenschlampen (1997), das in Zusammenarbeit mit Super Richie (Matze Knop) entstand. Letzteres schaffte den Sprung in die deutschen Albumcharts, wo es am 22. Dezember 1997 mit Rang 84 seine beste Platzierung erreichte. Im gleichen Jahr landete die Band zusammen mit dem österreichischen Fußballer Toni Polster den Charthit Toni lass es polstern, der es auf Rang zwölf in Österreich schaffte.

### Autorenbeteiligungen und Produktionen
1998 baute Rötgens gemeinsam mit Hartmut Weßling das Musikstudio Xtreme Sound in Köln auf. Von EMI Electrola erhielt er den Auftrag, ein „weibliches Gegenstück“ zu Mickie Krause zu entwickeln. Für Thekenschlampen-Sängerin Mirja Boes schrieben Rötgens und Weßling daraufhin den Titel (Das sind nicht) 20 Zentimeter, mit dem Boes unter dem Künstlernamen Möhre im Jahr 2000 ihre erste Solo-Single veröffentlichte. Wesßling und Rötgens übernehmen neben Komposition, Text, Aufnahme und Produktion auch das Spielen akustischer Instrumente wie Akkordeon und Tuba.
Im Jahr 2001 landete er, erstmals abseits von eigenen Bandprojekten, einen Charthit in seiner Produzententätigkeit. Dabei erreichte seine Single-Produktion Geh doch zu Hause du alte Scheiße! (Mickie Krause) Rang 67 der deutschen Charts. 2010 folgte die Verleihung der ersten Goldenen Schallplatte für die Produktion Das rote Pferd (Markus Becker). Diese verkaufte sich in Deutschland über 150.000 Mal.
Bis Juni 2023 bekam Rötgens für 13 Schlager-Singleproduktionen Schallplattenauszeichnungen, so viele wie kein anderer Produzent. Diese verkauften sich über 2,7 Millionen Mal. Der Express bezeichnete Rötgens als „den Produzenten für Ballermann- und Schlagermusik“.

## Auszeichnungen
Ballermann-Award
- 2023: in der Kategorie „Ballerman Hit Produzent“[11]